# Bruinkopboomklever
De bruinkopboomklever (Sitta pusilla) is een zangvogel uit het geslacht Sitta.

## Kenmerken
De vogel is 10,5 cm lang, kleiner dan de (gewone) boomklever die tussen de 12 en 17 cm lang is. De vogel heeft een donkere oogstreep en leigrijze bovenkant. Opvallend is de bruin kleurige kruin en de onderzijde is heel licht okerkleurig.

## Verspreiding en leefgebied
Deze soort komt voor in dennenbossen in het zuidoosten van de Verenigde Staten. 